# 那摩斯戴

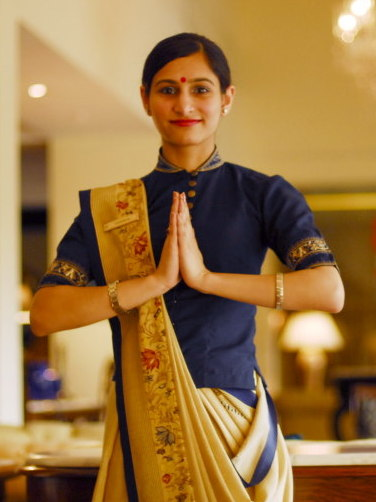
合掌、微笑，说一句“那摩斯戴”：在印度，这是常见的问候方式

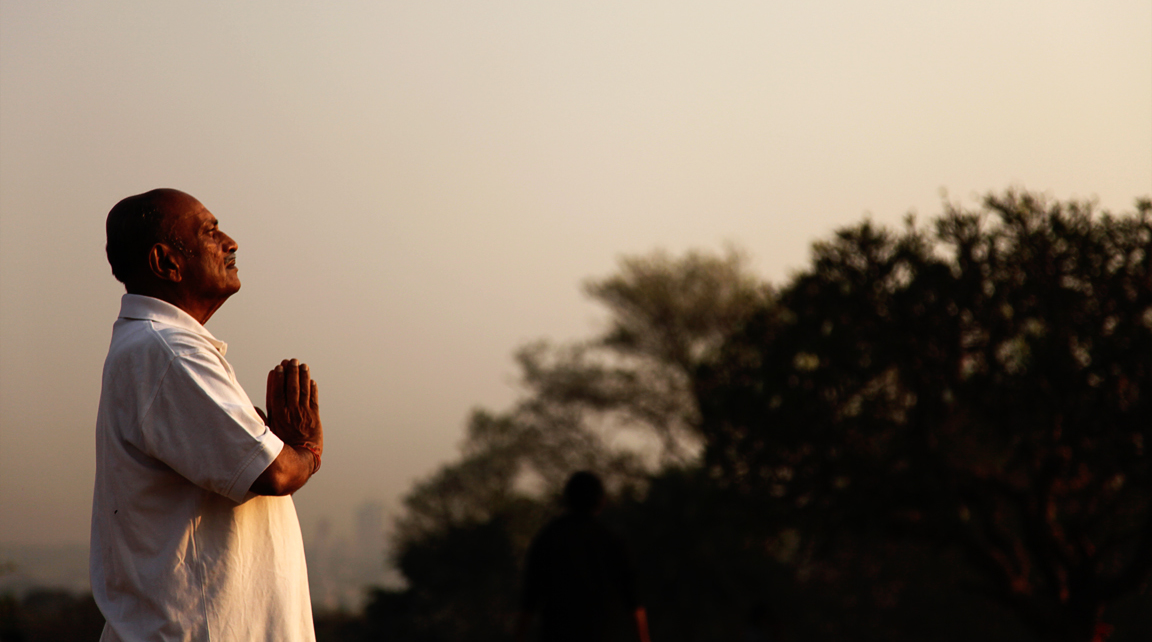
双手合十的印度男子

那摩斯戴（羅馬化：namaste；或），又譯作南無斯特，是印度人常用的问候语，梵语原义为“向你鞠躬致意”。在向别人说这问候语时，通常还会将雙手合攏置于胸前，并微微点头。这一动作被称为合十手印（Añjali Mudrā或Pranamasana）。在不说话时也可以做此动作，表示相同的含义。

## 詞源

穿着纱丽的舞者作问候状

“那摩斯戴”的詞根和佛教常用的“南無、皈依”（namo/namas）、波斯系伊斯蘭教的“乃瑪子”（namaz）同源，原意是贈送、服从、归从、奉献、屈服、尊重，引申為犧牲、禮拜、跪拜、祈禱等。
後缀-te义为「向你……」，合起來就是向你敬禮。

## 使用
在柬埔寨，對不同人行双手合十，雙手放的位置也不同。對僕人要在胸前；對高階的人要在嘴處；對父母和長輩要在鼻處，對國王和僧侶要在眉際；至於對神明則要在頭上。美國總統歐巴馬2012年去柬埔寨參訪時，地主國總理洪森的夫人文拉妮對前者合十是放於胸前，被柬國媒體《商業日報》批評為不尊重歐巴馬。